# Hamburger Sport-Verein
L'Hamburger Sport-Verein, o HSV, noto però in italiano più semplicemente come Amburgo, è una società polisportiva tedesca con sede ad Amburgo. Fondata nel 1887, è la più antica della nazione, dopo il Monaco 1860. La sezione calcistica militerà in Bundesliga, la prima divisione del campionato tedesco di calcio, a partire dalla stagione 2025-2026, e gioca le partite casalinghe al Volksparkstadion, che può contenere 57.000 spettatori. Fino alla stagione 2017-18 è stata, per lungo tempo, l'unica squadra sempre presente in Bundesliga, retrocedendo per la prima volta al termine della stessa, dopo 54 anni e 261 giorni, cioè 55 campionati consecutivi.
Tra le squadre più prestigiose nel panorama calcistico tedesco, vanta la vittoria di sei titoli nazionali, tre Coppe di Germania e due Coppe di Lega. A livello internazionale si è aggiudicata una Coppa dei Campioni, una Coppa delle Coppe e due Coppe Intertoto. Fa parte del gruppo di squadre che hanno disputato almeno una finale nelle principali coppe europee stagionali disputate fino al 2020-2021 (Coppa dei Campioni-UEFA Champions League, Coppa delle Coppe, Coppa UEFA-Europa League).

## Storia

### Gli albori
È il 29 settembre 1887 quando due società sportive di Amburgo, il Der Hohenfelder Sportclub e il Wandsbek-Marienthaler Sportclub, si uniscono per formare lo Sports Club Germania. Questo sodalizio, dedito inizialmente solo all'atletica comincia ad interessarsi al calcio a partire dal 1891. La squadra inizia presto ad ottenere successi a livello locale, e nel 1900 diventa anche uno dei membri fondatori della Federazione calcistica tedesca.
L'Hamburger Sport-Verein nasce invece il 2 giugno 1919, quando al Germania si uniscono altri due club cittadini, l'Hamburger FC e l'FC Falke. La nuova società, nota in Italia semplicemente come Amburgo, assume come data di fondazione quella del Germania, e adotta anche i suoi stessi colori sociali: il blu, il nero e il bianco.

### Gli anni venti e i primi successi
L'Amburgo comincia a vincere con una certa regolarità il campionato della Germania settentrionale, evento che garantisce agli anseatici l'accesso alla fase nazionale. Qui la squadra raggiunge la finale al secondo tentativo, nella stagione 1921-1922; questo anche grazie anche ai gol di Otto Harder, spesso capocannoniere in carriera nonché uno dei migliori calciatori ad aver mai indossato la maglia del club. Però la sfida, che viene disputata contro il Norimberga vincitore delle ultime due edizioni, termina sul 2-2 anche dopo i tempi supplementari. È quindi necessario rigiocare la partita, ma durante la ripetizione gli avversari rimangono in soli sette uomini; l'arbitro deve sospendere da regolamento la gara, che si trova sul punteggio di 1-1. In un primo momento la Federazione assegna il titolo all'Amburgo, ma in seguito una serie di ricorsi fanno ritornare l'organismo sui suoi passi, tanto che alla fine il campionato 1922 si conclude senza alcun vincitore.
L'Amburgo non deve comunque attendere molto per festeggiare il suo primo successo: l'anno successivo, infatti, raggiunge nuovamente la finale, che questa volta si conclude con la vittoria per 3-0 sull'Union Oberschöneweide. Il secondo titolo arriva invece cinque anni dopo, nella stagione 1927-1928, quando ad essere sconfitto per 5-2 nell'ultimo atto è l'Hertha Berlino. Un'altra finale era stata raggiunta anche nel campionato 1923-1924, e si era sempre disputata contro il Norimberga; questa volta gli avversari avevano però vinto per 2-0.

### Gli anni in Gauliga e in Oberliga
Nel 1933 nella Germania nazista viene creata la Gauliga, campionato anch'esso composto da molti gironi regionali. Questo non è un periodo di grandi successi per l'Amburgo, che raggiunge al massimo la semifinale nazionale nella stagione 1937-1938 e in quella successiva. Il club ottiene tuttavia successi a livello locale, conquistando la Gauliga Nordmark nel 1937, nel 1938, nel 1939 e nel 1941; un successivo frazionamento del gruppo porta il club a giocare nella Gauliga Hamburg, che gli anseatici vincono nel 1945.
Nel dopoguerra l'Amburgo diventa la prima squadra tedesca ad andare in tour negli Stati Uniti dopo la fine della seconda guerra mondiale; intanto però la città anseatica diventa parte della neonata Germania Ovest, dove il campionato viene naturalmente riorganizzato. Il club viene inserito nell'Oberliga Nord, una delle cinque massime divisioni nazionali del periodo; qui conquista tutte le edizioni del torneo tranne due, quella del 1949 e quella del 1954. Proprio in quest'ultimo anno la nazionale tedesca, di cui fanno parte anche Fritz Laband e anche Josef Posipal, diventa campione del mondo in Svizzera. Di questo Mondiale rimane celebre la finale, passata alla storia come miracolo di Berna, e Posipal è uno dei giocatori che scendono in campo in questo incontro.

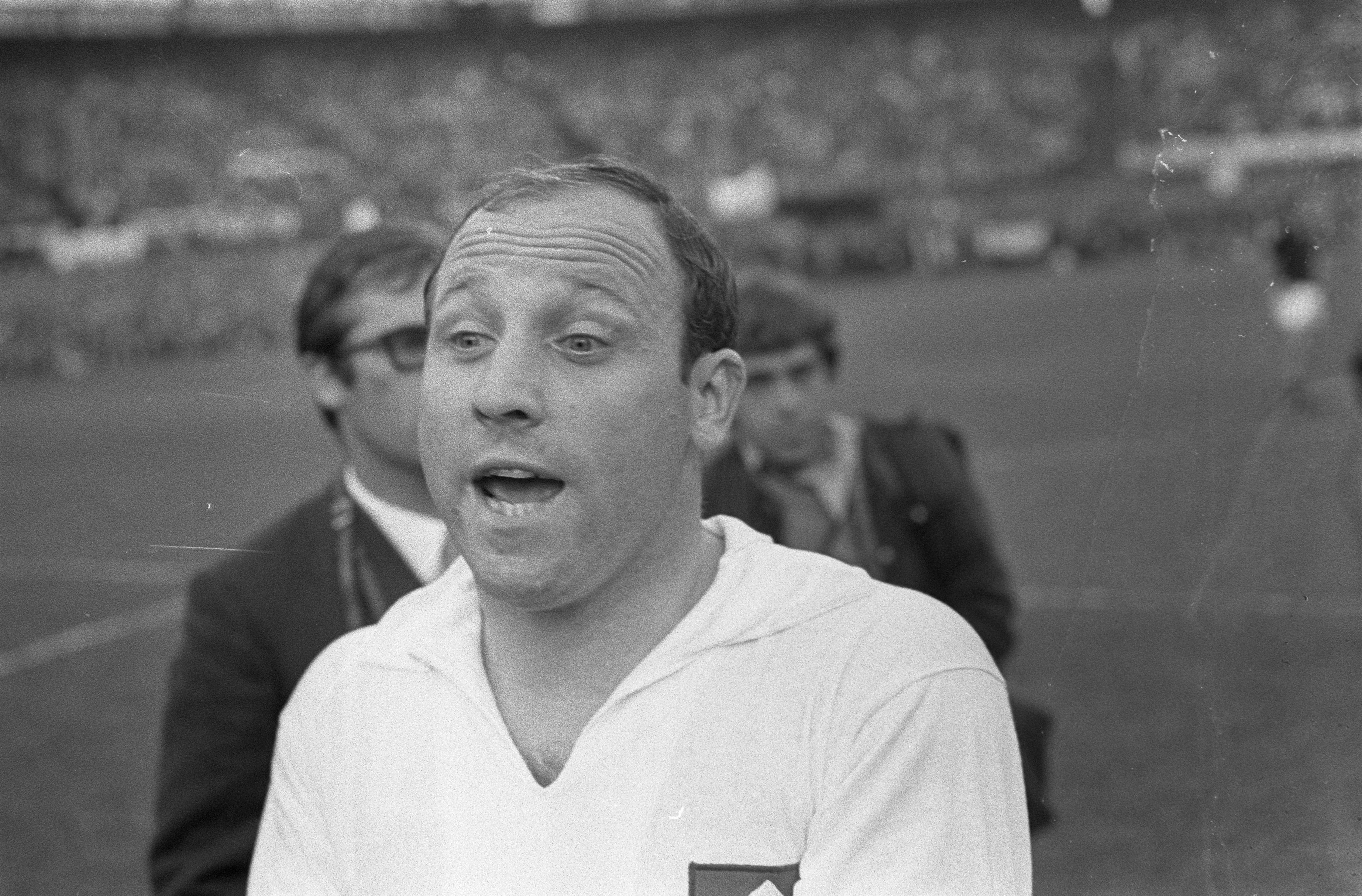
Uwe Seeler nel 1968

Intanto nel 1953 l'Amburgo aveva iniziato a giocare al Volksparkstadion; probabilmente però l'avvenimento più importante dell'anno era stato il debutto in prima squadra del sedicenne Uwe Seeler. Costui, soprannominato Uns Uwe, il nostro Uwe, è infatti considerato uno dei migliori centravanti di tutti i tempi. In questo periodo l'Amburgo raggiunge per la prima volta la finale della DFB-Pokal nell'edizione 1955-1956, anche se è sconfitto dal Karlsruhe. Nelle due stagioni successive il club raggiunge altrettante finali, questa volta nel campionato nazionale; anche qui è però battuto, prima dal Borussia Dortmund, poi dallo Schalke 04.
Gli anseatici tornano a vincere una finale del campionato nazionale dopo trentadue anni, nella stagione 1959-1960: questa volta ad essere sconfitto è il Colonia, col risultato di 3-2. I tedeschi vengono poi eliminati dal Barcellona nella semifinale della successiva Coppa dei Campioni, ma gli spagnoli hanno la meglio solo dopo tre incontri. Nel 1963 viene conquistata invece la prima DFB-Pokal: ad essere battuto nell'ultimo atto è il Borussia Dortmund, col punteggio di 3-0.

### L'ingresso in Bundesliga e la prima finale europea
L'Amburgo partecipa così alla Coppa delle Coppe 1963-1964, dove sconfigge il Barcellona negli ottavi ma viene fermato nei quarti. Intanto però ad inizio stagione era cambiata la formula del massimo campionato tedesco: d'ora in avanti le migliori squadre nazionali avrebbero giocato tutte insieme in un unico girone all'italiana, la Bundesliga. A questa prima edizione avevano poi preso parte sedici squadre provenienti dalle cinque Oberligen, e naturalmente i successi nella Nord erano stati sufficienti all'Amburgo per garantirsi un posto nella neonata competizione. Qui però, anche se Seeler diventa subito capocannoniere, la squadra fatica ad ottenere risultati soddisfacenti, scivolando anzi presto nella metà inferiore della graduatoria dopo l'iniziale sesto posto del 1964.

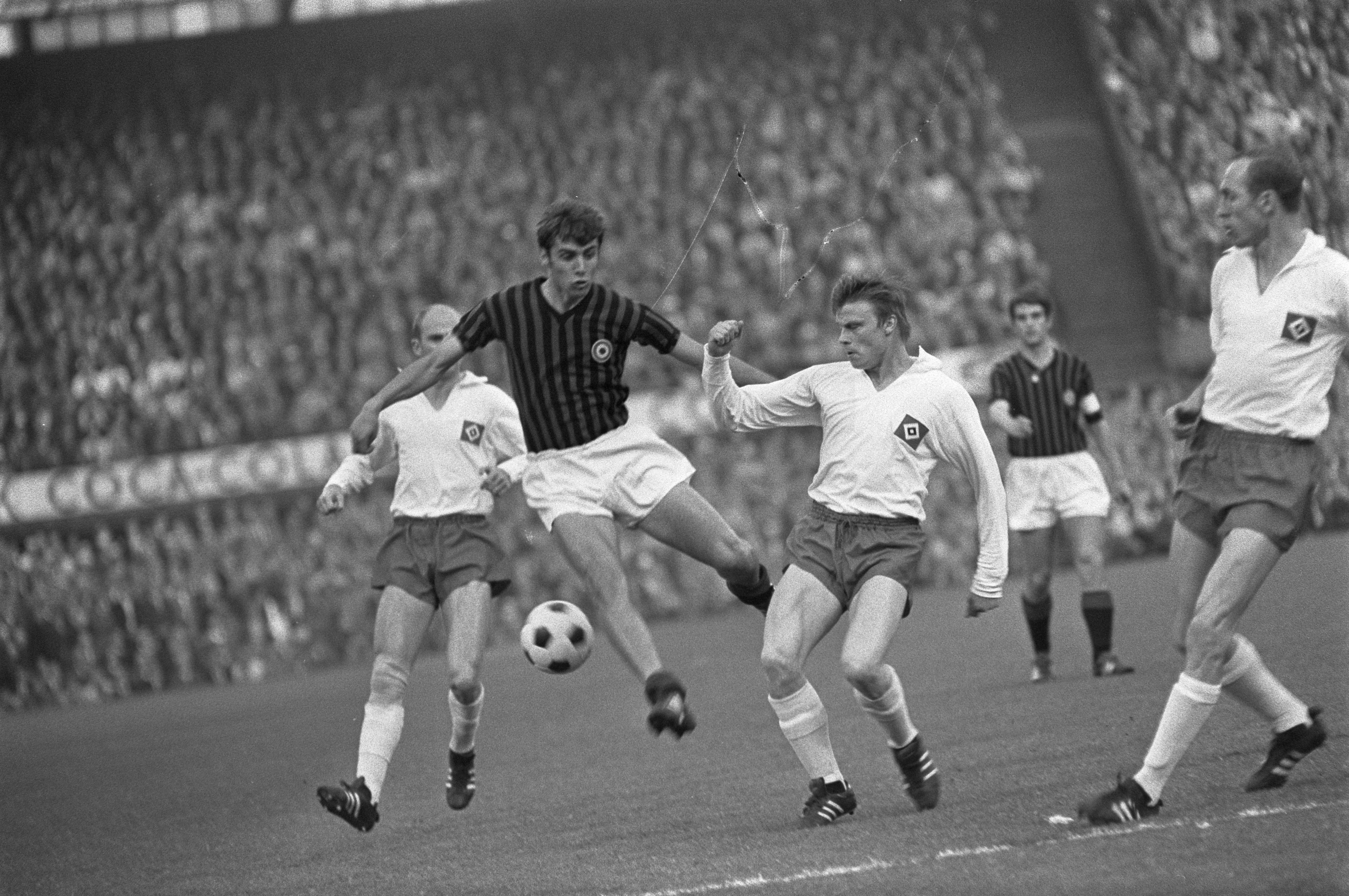
- Amburgo 2-0, finale della Coppa delle Coppe 1967-1968

Nonostante i risultati non esaltanti in campionato, gli anseatici raggiungono nel 1967 la finale della DFB-Pokal, dove vengono però battuti 4-0 dal Bayern Monaco. Partecipano comunque ugualmente alla Coppa delle Coppe 1967-1968: i bavaresi hanno infatti appena vinto il trofeo continentale, e vi accedono quindi di diritto. E proprio in questa manifestazione l'Amburgo raggiunge per la prima volta una finale europea, che si disputa il 23 maggio 1968 a Rotterdam. L'avversario è il Milan di Nereo Rocco, che alla fine riesce a conquistare il trofeo grazie alla doppietta realizzata da Kurt Hamrin.
L'Amburgo, nel quale si distingue anche Willi Schulz, ottiene migliori risultati in Bundesliga a partire dalla stagione successiva, fino ad arrivare al quinto posto del campionato 1970-1971. Questo piazzamento permette al club di partecipare alla prima edizione della Coppa UEFA, anche se viene qui eliminato al primo turno. Alla fine di questa stagione si assiste però al ritiro di Uwe Seeler, che lascia il calcio dopo aver sempre e solo militato nell'Amburgo; con questa maglia ha segnato 304 gol in 476 gare di campionato ed è stato più volte capocannoniere, conquistando inoltre per ben tre volte il premio di calciatore tedesco dell'anno.

### Gli anni d'oro
Nel 1973 l'Amburgo trionfa nella prima edizione della DFB-Ligapokal, dopo aver sconfitto in finale il Borussia M'Gladbach con un netto 4-0; altri eventi rilevanti nello stesso periodo sono l'esordio in prima squadra di Manfred Kaltz, che diventerà una bandiera del club, e l'ingaggio dell'allenatore Kuno Klötzer. Nella prima stagione con il nuovo tecnico gli anseatici non riescono ad ottenere risultati brillanti in Bundesliga, però raggiungono la finale della DFB-Pokal. Qui vengono battuti dall'Eintracht Francoforte, ma grazie a questo traguardo partecipano alla Coppa UEFA 1974-1975. In questa competizione i tedeschi arrivano fino ai quarti dove sono eliminati dalla Juventus, e poco dopo raggiungono anche un buon quarto posto in campionato. Un ulteriore miglioramento si ha l'anno seguente: l'Amburgo arriva infatti alla semifinale della Coppa UEFA dove è sconfitto dal Bruges, mentre in patria ottiene sia il secondo posto in Bundesliga che la seconda DFB-Pokal; questo trofeo viene conquistato in seguito alla vittoria contro il Kaiserslautern nell'ultimo atto.

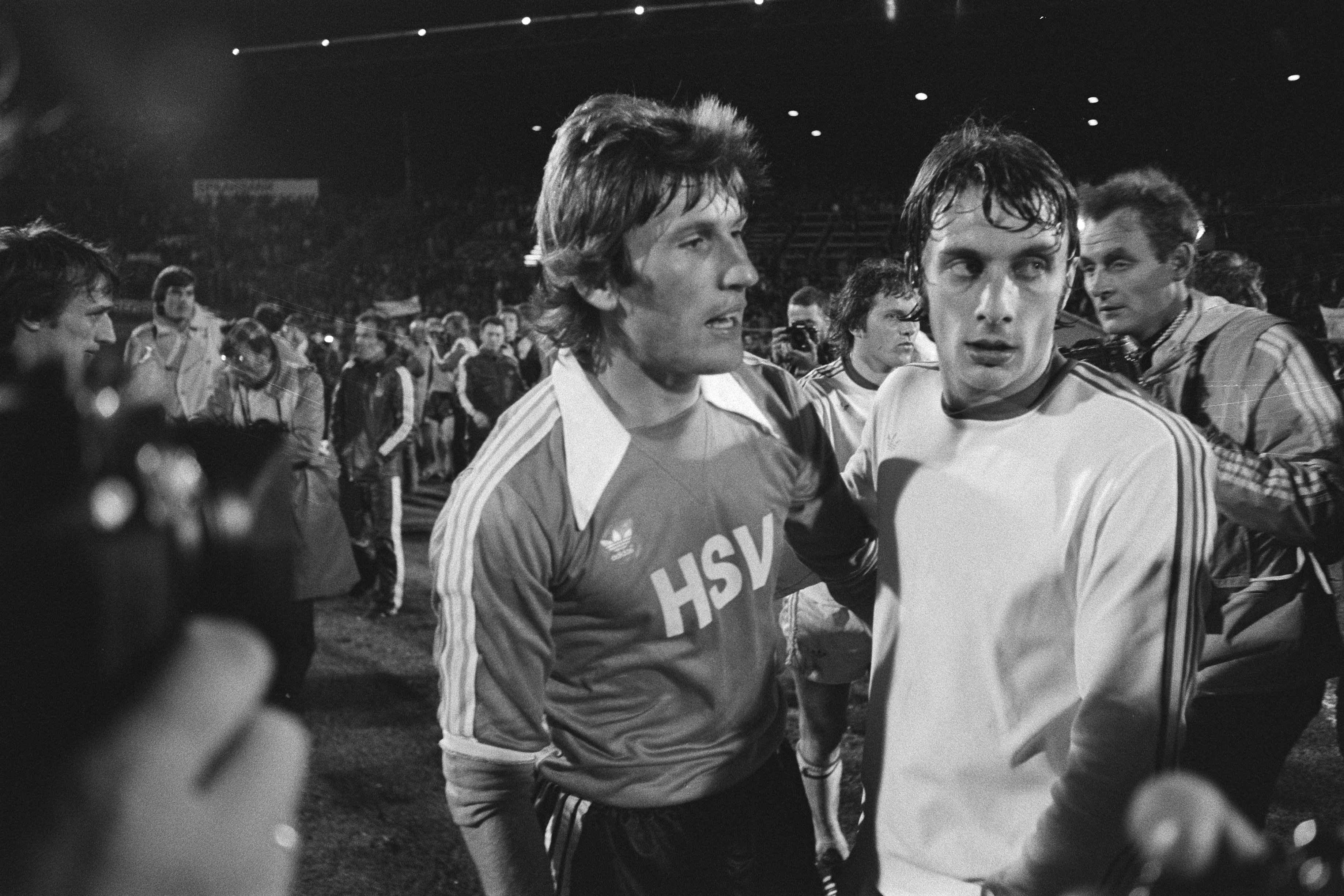
Manfred Kaltz (a sinistra) insieme a Gilbert Van Binst dell'Anderlecht prima della finale della Coppa delle Coppe 1976-1977

L'Amburgo, al quale si è appena unito anche Felix Magath, partecipa così alla Coppa delle Coppe 1976-1977. Qui arriva piuttosto facilmente in semifinale, dove sconfigge invece con qualche difficoltà l'Atlético Madrid, ed accede così alla sua seconda finale europea. Questa si svolge l'11 maggio 1977 ad Amsterdam contro i campioni in carica dell'Anderlecht, che possono contare sui pilastri olandesi Arie Haan e Rob Rensenbrink, e sono inoltre favoriti dai pronostici. Ad ogni modo i belgi sono battuti disputando una gara tatticamente accorta, mentre i gol, che arrivano nei minuti finali, portano le firme di Georg Volkert, su calcio di rigore, e di Magath.
Klötzer lascia dopo il trofeo europeo, ma nella stagione successiva si registra l'importante acquisto di Kevin Keegan. Il giocatore ha appena conquistato la Coppa dei Campioni col Liverpool, perciò sono proprio gli inglesi ad affrontare l'Amburgo nella Supercoppa UEFA; il doppio confronto termina però nettamente a favore dei Reds.
Per la stagione 1978-1979 vengono ingaggiati l'allenatore Branko Zebec e il giovane talento Horst Hrubesch, mentre a fine anno solare Keegan vince il primo Pallone d'oro. Intanto in campionato l'Amburgo, dopo aver inseguito a lungo il Kaiserslautern, conquista finalmente il primo titolo in Bundesliga, il quarto in totale, e partecipa in seguito alla Coppa dei Campioni 1979-1980. Qui i tedeschi eliminano il Real Madrid in semifinale sconfiggendolo per 5-1 nel ritorno in Germania prima di giungere alla finale, che si disputa proprio a Madrid. Ad attenderli nella capitale spagnola trovano i campioni in carica del Nottingham Forest, che passano in vantaggio al diciannovesimo con John Neilson Robertson e conquistano poi la coppa grazie ad una difesa impeccabile e ad un rapido contropiede. Intanto in campionato gli anseatici si sono classificati al secondo posto, mentre Keegan ha vinto il secondo Pallone d'oro; questa è però anche la sua ultima stagione nel club. Nel 1980 viene ingaggiato Franz Beckenbauer, giocatore di fama mondiale anche se giunto ormai a fine carriera; Zebec lascia la panchina in dicembre, comunque la squadra ottiene un altro secondo posto in Bundesliga.

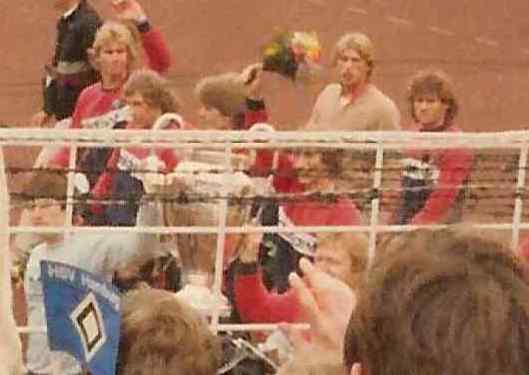
Atene, 25 maggio 1983: i giocatori dell'Amburgo in festa dopo la conquista della Coppa dei Campioni 1982-1983

Nel 1981 l'Amburgo ingaggia Ernst Happel, allenatore dal passato importante, e vince subito il quinto titolo: la squadra guida la classifica dalla ventiduesima giornata alla fine, e Hrubesch è anche capocannoniere. Gli anseatici raggiungono anche un'altra finale europea, la prima in Coppa UEFA, ma nel doppio confronto vengono battuti nettamente dall'IFK Göteborg di Sven-Göran Eriksson. I tedeschi si riscattano comunque nella stagione successiva, quando partecipano alla Coppa dei Campioni: qui eliminano la temibile Dinamo Kiev di Oleg Blochin nei quarti, grazie soprattutto alla tripletta di Lars Bastrup in Unione Sovietica, mentre, dopo aver sconfitto in semifinale la Real Sociedad con un gol di Thomas von Heesen a pochi minuti dai supplementari, giungono per il secondo anno di fila in una finale continentale. Questa si gioca il 25 maggio 1983 ad Atene contro la Juventus di Giovanni Trapattoni, che, nonostante venga data per favorita dai pronostici, viene battuta da un gol di Magath realizzato dopo soli otto minuti: il giocatore, una volta arrivato al limite dell'area avversaria vede Dino Zoff fuori dei pali e lo batte con un pallonetto. Intanto in campionato la squadra era arrivata in testa a pari punti col Werder Brema, ma aveva conquistato il sesto titolo della sua storia grazie alla miglior differenza reti; il club consegue quindi un prestigioso double, ed è inoltre l'ottava società in assoluto ad aggiudicarsi nella stessa stagione il campionato nazionale e la principale coppa europea.
L'Amburgo nella stagione 1983-1984 partecipa senza Hrubesch sia alla Supercoppa UEFA che alla Coppa Intercontinentale, ma viene battuto rispettivamente dall'Aberdeen di Alex Ferguson e dal Grêmio. In campionato la squadra batte lo Stoccarda nell'ultima giornata e lo aggancia in testa, ma finisce seconda; questo stesso piazzamento è raggiunto anche nel campionato 1986-1987, quando viene conquistata la terza DFB-Pokal dopo aver sconfitto in finale lo Stuttgarter Kickers; a questo punto Happel lascia il club.

### Dagli anni '90 ai primi anni 2000
In questo periodo Manfred Kaltz lascia la squadra, diventando nel tempo il secondo giocatore per numero di presenze in Bundesliga nonché il miglior rigorista, mentre Felix Magath si era ritirato poco prima. L'Amburgo ottiene ora dei piazzamenti a ridosso della zona UEFA, manifestazione alla quale partecipa nell'edizione 1989-1990; è qui eliminato dalla Juventus nei quarti. Allo stesso tempo, però, il club comincia a manifestare dei problemi di natura economica, ai quali viene posto rimedio con la vendita di Thomas Doll alla Lazio, che avviene nel 1991. Sul campo, comunque, la squadra accusa un calo di rendimento negli anni a seguire, classificandosi costantemente nella metà inferiore della graduatoria. Un miglioramento si ha però dall'ottobre del 1995, quando Uwe Seeler diventa presidente del club e Magath viene assunto come allenatore: l'Amburgo riesce infatti a qualificarsi alla Coppa UEFA dopo quattro anni. Tuttavia, nel campionato successivo la squadra è coinvolta nella lotta per non retrocedere. Il tecnico della formazione riserve conduce la squadra verso la salvezza.

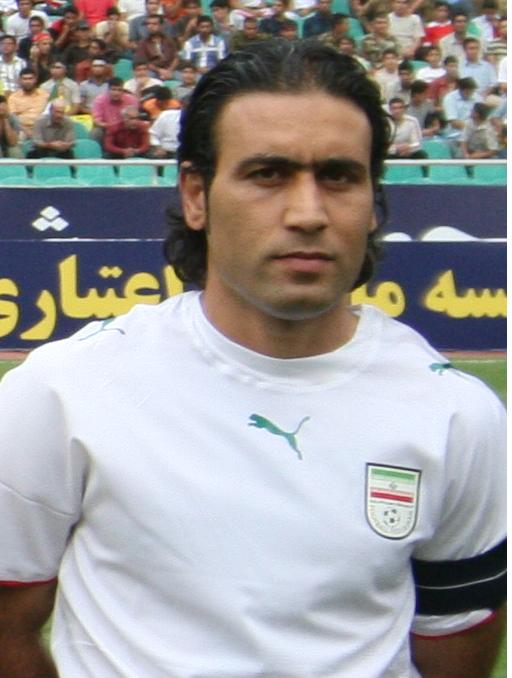
Mehdi Mahdavikia nel 2006, qui con la maglia dell'.

Nel 1997 e per i successivi quattro anni è Frank Pagelsdorf a guidare la squadra. In questo periodo l'Amburgo diventa l'unica squadra ad aver partecipato a tutte le edizioni della Bundesliga, evento che si verifica al termine del campionato 1997-1998 con la retrocessione del Colonia. Sul campo comunque gli anseatici si piazzano costantemente a metà classifica, ottenendo quindi un miglioramento rispetto alla media degli ultimi anni, ma raggiungono un buon terzo posto nel campionato 1999-2000. Questo risultato, il migliore da molto tempo, garantisce la prima partecipazione alla Champions League ai Rothisen, che fanno il loro esordio giocando in casa contro la Juventus, in un incontro che finisce 4-4; particolare è il gol del momentaneo 3-3 per padroni di casa, che viene segnato su calcio di rigore dal portiere Hans-Jörg Butt. L'Amburgo ottiene l'unica vittoria nella manifestazione a Torino, terminando ultimo nel girone a pari punti con i bianconeri. Prosegue però grazie alla miglior classifica avulsa in Coppa UEFA, ma è subito eliminato dalla Roma. La stagione, invece, la prima disputata nella moderna Imtech Arena, vede la squadra chiudere al tredicesimo posto in Bundesliga, nonostante i ventidue gol segnati da Sergej Barbarez, che lo proclamano capocannoniere.

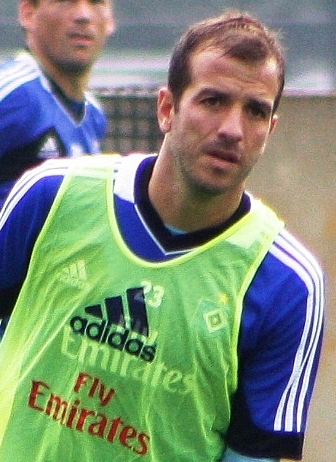
Rafael van der Vaart nel 2013.

Un nuovo trofeo arriva nel 2003, la seconda DFB-Ligapokal, trent'anni dopo il precedente successo; invece, nella DFB-Pokal 2004-2005 la squadra, allenata da Thomas Doll, è vittima di una truffa: opposta nel primo turno al Paderborn viene battuta per 4-2. Si scoprirà però in seguito che il risultato era stato pilotato grazie alla complicità dell'arbitro, Robert Hoyzer, che sarà arrestato e radiato. Le indagini faranno invece emergere un ampio scandalo, a meno di un anno dall'inizio dei Mondiali in Germania.
La stagione 2005-2006 si apre con la vittoria di un trofeo internazionale, la Coppa Intertoto, e si conclude con un altro terzo posto in Bundesliga. Gli anseatici finiscono tuttavia ultimi nel girone di Champions League, e in campionato arrivano anche ad occupare l'ultima posizione in classifica. A questo punto Doll viene sostituito da Huub Stevens, che conduce l'Amburgo al settimo posto finale; arrivano in seguito un'altra affermazione in Coppa Intertoto e un quarto posto in Bundesliga. Nelle due successive stagioni la squadra cambia tre allenatori, ma raggiunge in entrambi i casi una semifinale europea, prima nella Coppa UEFA 2008-2009, poi nell'UEFA Europa League 2009-2010. A negare l'accesso all'ultima partita sono nel primo caso i connazionali del Werder Brema, nel secondo gli inglesi del Fulham.

### Il declino

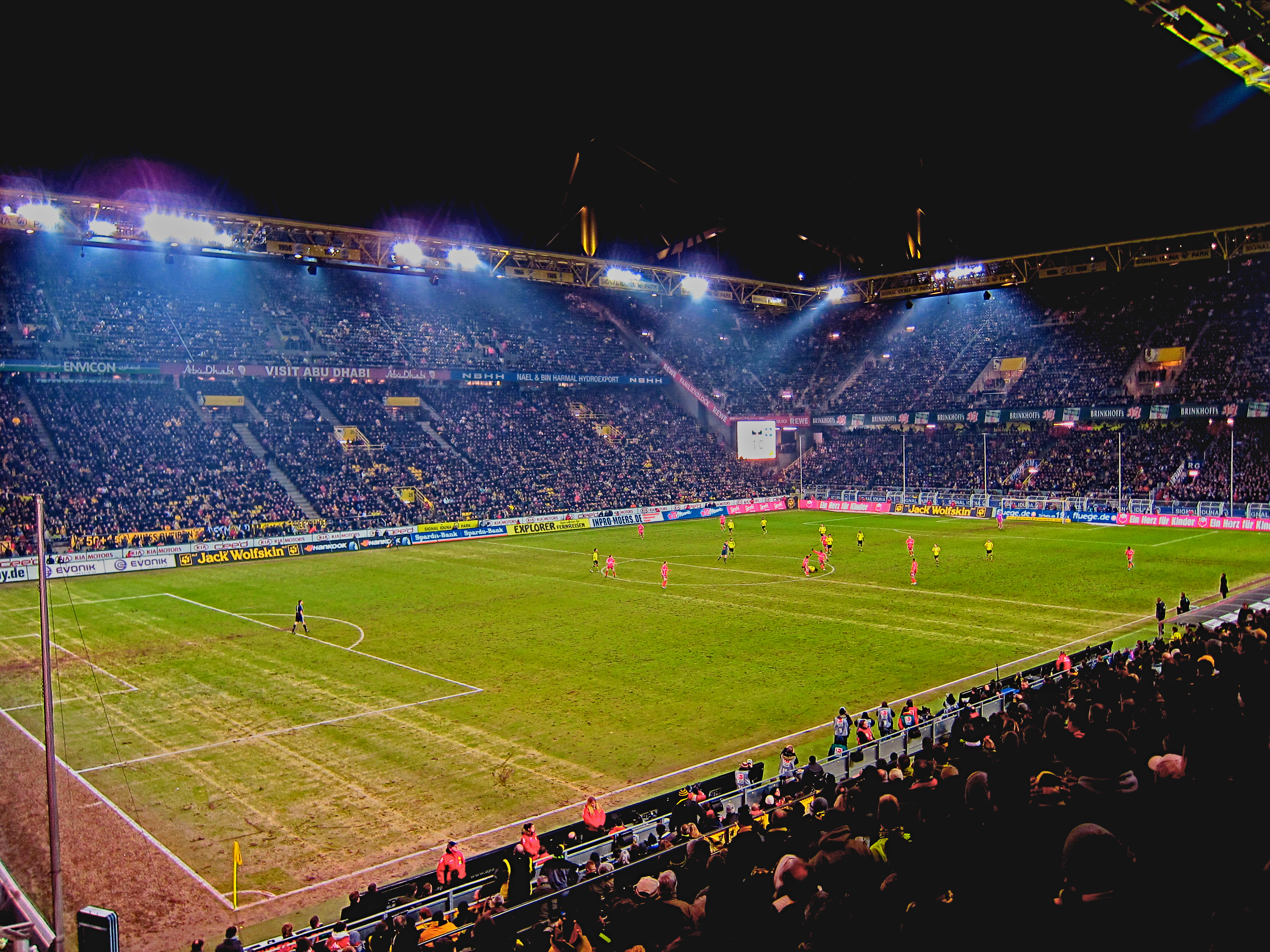
L'Amburgo contro il nel gennaio 2010

Il decennio successivo è caratterizzato da una serie di piazzamenti nella metà inferiore della classifica, tanto che la squadra rischia seriamente la retrocessione nelle stagioni 2013-2014 e 2014-2015. In entrambi i casi, l'Amburgo chiude al terzultimo posto, piazzamento che qualifica per lo spareggio contro la terza classificata in Zweite Bundesliga, e riesce a spuntarla, battendo prima il Greuther Fürth grazie alla regola dei gol in trasferta (0-0, 1-1), poi il Karlsruhe con un pareggio in casa ed una vittoria in trasferta dopo i supplementari (1-1, 2-1). Leggermente migliore la stagione successiva (2015-2016), nella quale i Rothosen chiudono al decimo posto, ottenendo una salvezza tranquilla. La prima retrocessione nella storia dell'Amburgo, fino ad allora l'unico membro fondatore della Bundesliga a giocare ogni stagione nella massima divisione tedesca, arriva all'ultima giornata della stagione 2017-2018.

### Un nuovo inizio dopo la retrocessione
Nella stagione 2018-2019 l'Amburgo gioca per la prima volta nella seconda divisione del calcio tedesco. Dopo un avvio di campionato poco esaltante (da segnalare le pesanti sconfitte casalinghe per 3-0 alla prima giornata contro l'Holstein Kiel e per 5-0 contro lo Jahn Ratisbona alla sesta), la squadra risale la classifica fino a raggiungere il primo posto solitario. Tuttavia, un pessimo finale di stagione, nel quale l'Amburgo incappa in una striscia negativa di otto partite consecutive senza vittorie, relega gli anseatici al quarto posto finale dietro Colonia, Paderborn e Union Berlino. Nonostante la promozione mancata, la compagine amburghese raggiunge le semifinali in Coppa di Germania. Il quarto posto in Zweite Bundesliga viene replicato anche nelle due stagioni successive (2019-2020 e 2020-2021). 
Nella stagione 2021-2022 l'Amburgo centra le semifinali di Coppa di Germania e chiude il campionato al terzo posto, qualificandosi per lo spareggio promozione-retrocessione contro l'Hertha Berlino terzultimo in Bundesliga. Malgrado la vittoria per 1-0 all'andata in trasferta, nella partita di ritorno subisce la rimonta degli avversari (2-0), che si salvano, costringendo gli amburghesi a un altro anno di permanenza in seconda divisione. Il terzo posto viene replicato anche nella stagione successiva (2022-2023), questa volta in modo beffardo, dato che la vittoria all'ultima giornata contro il già retrocesso Sandhausen sembra in un primo momento garantire il sorpasso sull'Heidenheim, in svantaggio per 2-1 in casa del Jahn Ratisbona al novantesimo minuto. Tuttavia, la clamorosa rimonta degli avversari, che vincono per 3-2 con due gol segnati nei minuti di recupero, fa scivolare gli anseatici al terzo posto, piazzamento che vale la qualificazione per lo spareggio promozione-retrocessione contro lo Stoccarda, piazzatosi terzultimo in massima serie. La squadra del Baden-Württemberg vince il doppio confronto con gli amburghesi (3-0 in casa e 1-3 in trasferta) e conserva il proprio posto in Bundesliga a discapito dei Rothosen, che vedono sfumare ancora una volta il proprio obiettivo.
Nella stagione 2023-2024 l'Amburgo conclude il campionato di Zweite Bundesliga al quarto posto per la quarta volta in sei anni. La tanto agognata promozione in Bundesliga arriverà nella stagione 2024-2025, la prima nella quale l'Amburgo disputa un campionato di categoria inferiore a quello dei rivali cittadini del St. Pauli, grazie al secondo posto finale dietro al Colonia vincitore del campionato.

## Colori e simboli

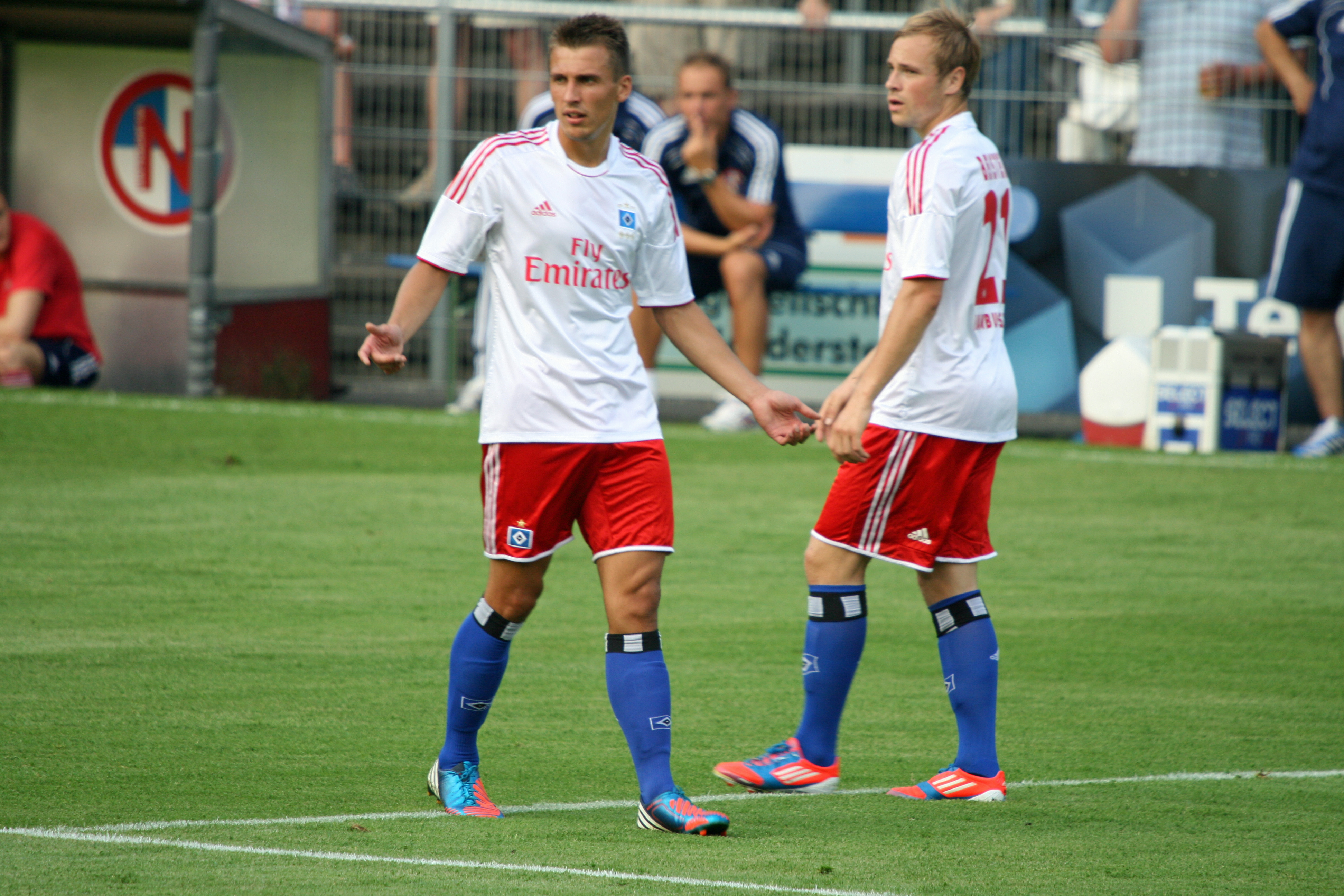
Robert Tesche e Maximilian Beister con la divisa tradizionale.

### Colori
I colori sociali dell'Amburgo sono il blu, il bianco e il nero; la maglia del club è però generalmente bianca; in alcuni successi del passato è però rossa. Di questo colore sono invece solitamente i pantaloncini, mentre i calzettoni sono blu.

### Simboli ufficiali

#### Stemma
Il simbolo del club è una bandiera blu, che richiama la tradizione marinara della città; questa contiene un rombo bianco, che a sua volta ne contiene uno nero e un altro sempre bianco.

#### Inno
Hamburg, meine Perle.

#### Mascotte
La mascotte del club è Hermann, un dinosauro blu.

## Strutture

### Stadio

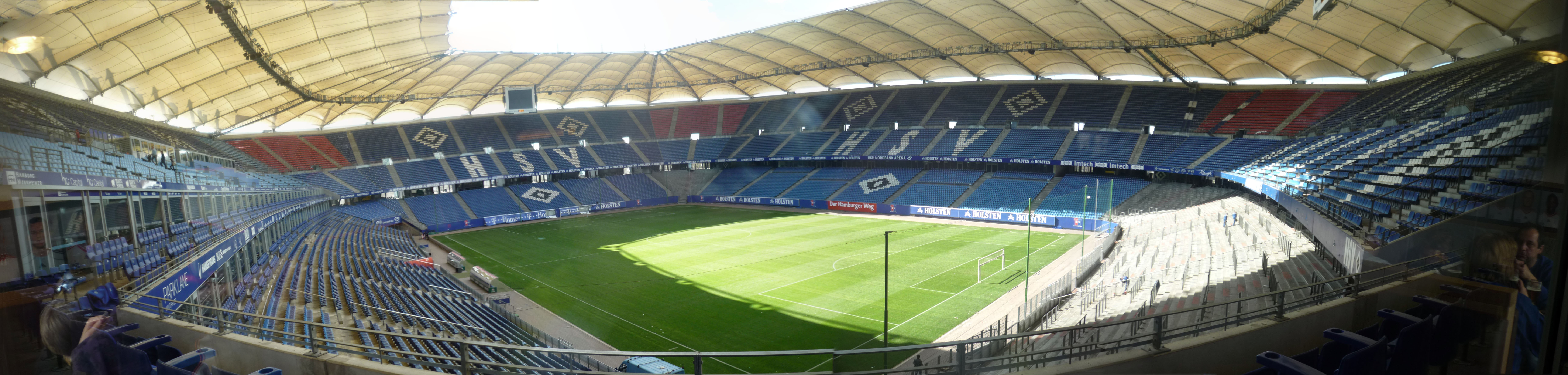
Veduta panoramica del Volksparkstadion.

Dall'agosto del 2000 il club disputa le proprie gare interne nel Volksparkstadion, che si trova ad Amburgo e che può ospitare 57.000 spettatori. Conosciuto anche come AOL Arena, HSH Nordbank Arena e Imtech Arena, nella sua storia ha ospitato anche la finale della UEFA Europa League 2009-2010 e cinque incontri del campionato del mondo 2006, incluso il quarto tra Italia e Ucraina.
In precedenza l'Amburgo giocava in un impianto che aveva lo stesso nome e che si trovava nella medesima posizione: questo è stato abbattuto nel 1998 per far posto all'attuale, che è stato però costruito ruotato di novanta gradi. Edificato nel 1953, si erano svolte qui anche alcune gare del campionato del mondo 1974 e del campionato d'Europa 1988.

## Società

### Altre sezioni della polisportiva
Essendo l'Amburgo è una società polisportiva esistono quindi, oltre al calcio, altre sezioni; queste comprendono anche:
- arbitri
- atletica leggera
- badminton
- baseball
- bowling
- boxe
- calcio a 5

- cricket
- danza
- golf
- ginnastica
- hockey
- karate
- nuoto

- pallacanestro
- pallamano
- pallavolo
- ping pong
- rugby
- tennis

L'Amburgo ha anche una squadra riserve di calcio, che nella stagione 2015-2016 milita in Regionalliga Nord, una delle quarte divisioni del calcio tedesco, e una sezione femminile.

### Sponsor
Fonte
| Cronologia degli sponsor ufficiali - 1974-1976 Campari - 1976-1979 Hitachi - 1979-1987 BP - 1987-1994 Sharp - 1994-1995 TV Spielfilm - 1995-2000 Hyundai - 2000-2003 TV Spielfilm - 2003-2006 ADIG - 2006-2021 Emirates - 2021 - oggi Orthomol | Cronologia degli sponsor tecnici - 1974-1976 Adidas - 1976-1979 Umbro - 1979-1995 Adidas - 1995-1998 Uhlsport - 1998-2001 Fila - 2001-2005 Nike - 2005-2007 Puma - 2008-oggi Adidas |

## Allenatori e presidenti
Tra gli allenatori del club c'è da segnalare Kuno Klötzer, che ha conquistato la Coppa delle Coppe e una Coppa di Germania, Branko Zebec, che ha conquistato una Bundesliga, e Ernst Happel, che ha invece vinto la Coppa dei Campioni, due titoli tedeschi e una coppa nazionale.
Tutti gli allenatori del club dal 1963:
- 1962-1963  Martin Wilke
- 1963-1964  Martin Wilke (01 lug.-08 mag.)
 Georg Gawliczek (09 mag.-30 giu.)
- 1964-1965  Georg Gawliczek
- 1965-1966  Georg Gawliczek (01 lug.-17 apr.)
 Josef Schneider (18 apr.-30 giu.)
- 1966-1967  Josef Schneider
- 1967-1968  Kurt Koch
- 1968-1969  Kurt Koch (01 lug.-15 mag.)
 Georg Knöpfle (16 mag.-30 giu.)
- 1969-1970  Georg Knöpfle
- 1970-1973  Klaus-Dieter Ochs
- 1973-1977  Kuno Klötzer
- 1977-1978  Rudi Gutendorf (01 lug.-27 ott.)
 Özcan Arkoç (28 ott.-30 giu.)
- 1978-1980  Branko Zebec
- 1980-1981  Branko Zebec (01 lug.-18 dic.)
 Aleksandar Ristić (02 gen.-30 giu.)
- 1981-1987  Ernst Happel
- 1987-1988  Josip Skoblar (01 lug.-09 nov.)
 Willi Reimann (11 nov.-30 giu.)
- 1988-1990  Willi Reimann
- 1990-1991  Willi Reimann (01 lug.-04 gen.)
 Gerd-Volker Schock (05 gen.-30 giu.)
- 1991-1992  Gerd-Volker Schock (01 lug.-10 mar.)
 Egon Coordes (12 mar.-30 giu.)
- 1992-1995  Benno Möhlmann
- 1995-1996  Benno Möhlmann (01 lug.-05 ott.)
 Felix Magath (06 ott.-30 giu.)
- 1996-1997  Felix Magath (01 lug.-18 mag.)
 Ralf Schehr (19 mag.-30 giu.)
- 1997-2001  Frank Pagelsdorf
- 2001-2002  Frank Pagelsdorf (01 lug.-17 set.)
 Holger Hieronymus (18 set.-02 ott.)
 Kurt Jara (03 ott.-30 giu.)
- 2002-2003  Kurt Jara
- 2003-2004  Kurt Jara (01 lug.-22 ott.)
 Klaus Toppmöller (23 ott.-30 giu.)
- 2004-2005  Klaus Toppmöller (01 lug.-17 ott.)
 Thomas Doll (18 ott.-30 giu.)
- 2005-2006  Thomas Doll
- 2006-2007  Thomas Doll (01 lug.-31 gen.)
 Huub Stevens (02 feb.-30 giu.)
- 2007-2008  Huub Stevens
- 2008-2009  Martin Jol
- 2009-2010  Bruno Labbadia (01 lug.-25 apr.)
 Ricardo Moniz (26 apr.-30 giu.)
- 2010-2011  Armin Veh (01 lug.-12 mar.)
 Michael Oenning (13 mar.-30 giu.)
- 2011-2012  Michael Oenning (01 lug.-18 set.)
 Rodolfo Cardoso (19 set.-09 ott.)
 Frank Arnesen (10 ott.-17 ott.)
 Thorsten Fink (17 ott.-30 giu.)
- 2012-2013  Thorsten Fink
- 2013-2014  Thorsten Fink (01 lug.-16 set.)
 Rodolfo Cardoso (17 set.-24 set.)
 Bert van Marwijk (29 set.-15 feb.)
 Mirko Slomka (17 feb.-30 giu.)
- 2014-2015  Mirko Slomka (01 lug.-15 set.)
 Joe Zinnbauer (16 set.-21 mar.)
 Peter Knäbel (22 mar.-14 apr.)
 Bruno Labbadia (15 apr.-30 giu.)
- 2015-2016  Bruno Labbadia
- 2016-2017  Bruno Labbadia (01 lug.-24 set.)
 Markus Gisdol (25 set.-30 giu.)
- 2017-2018  Markus Gisdol (01 lug.-20 gen.)
 Bernd Hollerbach (22 gen.-11 mar.)
 Christian Titz (12 mar.-30 giu.)
- 2018-2019  Christian Titz (01 lug.-22 ott.)
 Hannes Wolf (23 ott.-30 giu.)
- 2019-2020  Dieter Hecking
- 2020-2021  Daniel Thioune (01 lug.-03 mag.)
 Horst Hrubesch (03 mag.-30 giu.)
- 2021-2023  Tim Walter
- 2023-2024  Tim Walter (01 lug.-12 feb.)
 Merlin Polzin (12 feb.-19 feb.)
 Steffen Baumgart (20 feb.-30 giu.)
- 2024-2025  Steffen Baumgart (01 lug.-24 nov.)
 Merlin Polzin (24 nov.-in carica)

Di seguito viene riportata la lista dei presidenti dell'Amburgo dal 1951 ad oggi:
- Gen 1951 - Nov 1965: Carl-Heinz Mahlmann
- Gen 1966 - Dic 1968: Carl Mechlen
- Dic 1968 - Nov 1973: Horst Barrelet
- Nov 1973 - Giu 1975: Peter Krohn
- Lug 1975 - Dic 1979: Paul Benthien
- Dic 1979 - Nov 1987: Wolfgang Klein
- Nov 1987 - Gen 1990: Ernst Naumann
- Gen 1990 - Ott 1990: Horst Becker
- Nov 1990 - Ott 1993: Jürgen Hunke
- Nov 1993 - Ott 1995: Ronald Wulff
- Ott 1995 - Giu 1998: Uwe Seeler
- Giu 1998 - Ott 1998: Werner Hackmann
- Ott 1998 - Lug 1999: Rolf Mares
- Nov 1999 - Ott 2002: Werner Hackmann
- Ott 2002 - Feb 2003: Ronald Wulff
- Feb 2003 - Mar 2011: Bernd Hoffmann
- Mar 2011 - Lug 2014: Carl-Edgar Jarchow
- Lug 2014 - : Dietmar Beiersdorfer

## Calciatori

### Hall of Fame
La proclamazione è avvenuta il 29 settembre 2012, in occasione del 125º anniversario della fondazione del club:
- Uli Stein (1980-1987; 1994-1995)
- Gert Dörfel (1958-1971)
- Peter Nogly (1969-1980)
- Josef Posipal (1949-1958)
- Karsten Bäron (1992-2000)
- Rafael van der Vaart (2005-2008;2012-2015)
- Willi Schulz (1965-1973)
- Horst Hrubesch (1978-1983)
- Uwe Seeler (1953-1972)

- Thomas von Heesen (1980-1994)
- Manfred Kaltz (1971-1989;1990-1991)
- Mehdi Mahdavikia (1999-2007)
- Thomas Doll (1990-1991;1998-2001)
- Felix Magath (1976-1986)
- Kevin Keegan (1977-1980)
- Ditmar Jakobs (1979-1989)
- Allenatore:  Ernst Happel (1981-1987)
- Massaggiatore:  Hermann Rieger (1978-2004)

### Vincitori di titoli

#### Riconoscimenti individuali
- Pallone d'oro: 2

 Kevin Keegan: 1978, 1979

#### Calciatori campioni del mondo
Di seguito l'elenco dei giocatori che hanno vinto il campionato mondiale di calcio durante il periodo di militanza nell'Amburgo.
- Fritz Laband (Svizzera 1954)
- Josef Posipal (Svizzera 1954)

#### Calciatori campioni continentali

##### America centro-settentrionale
Di seguito l'elenco dei giocatori che hanno vinto la CONCACAF Gold Cup durante il periodo di militanza nell'Amburgo.
- Benny Feilhaber (Stati Uniti 2007)

##### Africa
Di seguito l'elenco dei giocatori che hanno vinto la coppa delle Nazioni Africane durante il periodo di militanza nell'Amburgo.

##### Europa
Di seguito l'elenco dei giocatori che hanno vinto il campionato europeo di calcio durante il periodo di militanza nell'Amburgo.
- Horst Hrubesch (Italia 1980)
- Caspar Memering (Italia 1980)
- Felix Magath (Italia 1980)
- Manfred Kaltz (Italia 1980)

##### Sud America
Di seguito l'elenco dei giocatori che hanno vinto la Copa América durante il periodo di militanza nell'Amburgo.
- Marcelo Díaz (Cile 2015)

### Altri riconoscimenti individuali
- Calciatore tedesco dell'anno: 3

 Uwe Seeler: 1960, 1964, 1970
- Calciatore finlandese dell'anno: 2

 Juhani Peltonen: 1964, 1965
- Calciatore lituano dell'anno: 1

 Valdas Ivanauskas: 1993, 1994
- Calciatore asiatico dell'anno: 1

 Mehdi Mahdavikia: 2003
- Calciatore croato dell'anno: 1

 Ivica Olić: 2009
- Onze d'or: 2

 Kevin Keegan: 1977, 1979
- Capocannonieri della Verbandsliga: 3

 Otto Harder: 1923, 1926, 1928
- Capocannonieri dell'Oberliga Nord: 7

 Uwe Seeler: 1955, 1956, 1957, 1959, 1960, 1961, 1962
- Capocannonieri della Bundesliga: 3

 Uwe Seeler: 1964
 Horst Hrubesch: 1982
 Sergej Barbarez: 2001
- Capocannonieri della Coppa delle Coppe: 1

 Uwe Seeler: 1968

## Palmarès

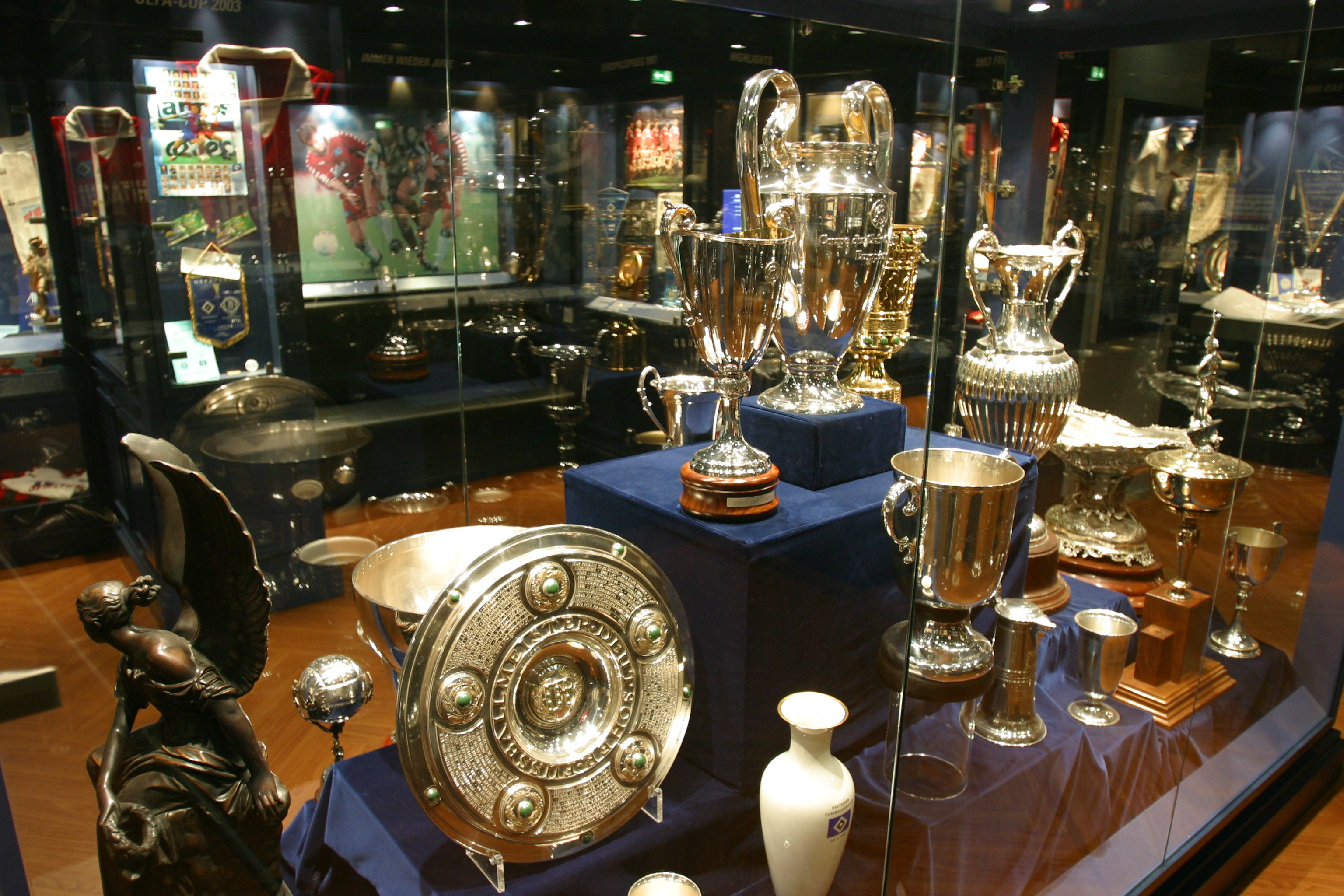
Trofei del club.

### Competizioni nazionali
- Campionato tedesco: 6

1922-1923, 1927-1928, 1959-1960, 1978-1979, 1981-1982, 1982-1983
- Coppa di Germania: 3

1962-1963, 1975-1976, 1986-1987
- Coppa di Lega tedesca: 2

1972-1973, 2003

### Competizioni internazionali
- Coppa dei Campioni: 1

1982-1983
- Coppa delle Coppe: 1 (record tedesco condiviso con Bayern Monaco, Borussia Dortmund, Werder Brema e Magdeburgo)

1976-1977
- Coppa Intertoto UEFA: 2  (record condiviso con Schalke 04, Stoccarda e Villarreal)

2005, 2007

### Competizioni non ufficiali
- Coppa Intertoto: 3

1970, 1974, 1994

### Competizioni regionali
- Gauliga Nordmark: 4

1937, 1938, 1939, 1941
- Gauliga Hamburg: 1

1945
- Oberliga Nord: 15

1948, 1949, 1950, 1951, 1952, 1953, 1955, 1956, 1957, 1958, 1959, 1960, 1961, 1962, 1963

## Statistiche e record

### Partecipazione ai campionati e ai tornei internazionali

#### Campionati nazionali
Prima dell'introduzione della Bundesliga il club ha riportato quattro successi nella Gauliga Nordmark e uno nell'Hamburg, mentre nel dopoguerra ha vinto tutte le edizioni, tranne due, dell'Oberliga Nord. È stata l'ultima squadra ad essere sempre presente in Bundesliga: iconico in questo senso era l'orologio situato fuori dallo stadio, che segnava il tempo trascorso dal club in questo campionato. La serie è stata poi interrotta dalla retrocessione, che è avvenuta al termine dell'edizione 2017-2018.
Dalla stagione 1933-1934 alla stagione 2025-2026 compresa, la squadra ha partecipato a:
| Livello | Categoria             | Partecipazioni | Debutto   | Ultima stagione | Totale |
| ------- | --------------------- | -------------- | --------- | --------------- | ------ |
| 1º      | Gauliga Nordmark      | 9              | 1933-1934 | 1941-1942       | 84     |
| 1º      | Gauliga Hamburg       | 3              | 1942-1943 | 1944-1945       | 84     |
| 1º      | Oberliga Nord         | 16             | 1947-1948 | 1962-1963       | 84     |
| 1º      | Bundesliga            | 56             | 1963-1964 | 2025-2026       | 84     |
| 2º      | 2. Fußball-Bundesliga | 7              | 2018-2019 | 2024-2025       | 7      |

#### Partecipazione alle coppe europee
L'Amburgo ha vinto la Coppa delle Coppe 1976-1977 battendo in finale i detentori dell'Anderlecht, e la Coppa dei Campioni 1982-1983 grazie alla vittoria sulla Juventus. È anche una delle quindici squadre europee, e una delle tre tedesche assieme al Bayern Monaco e al Borussia Dortmund, ad aver disputato le finali delle tre principali competizioni UEFA per club stagionali disputate fino al 2020-2021 e uno dei cinque club, assieme alla Fiorentina, l'Arsenal, il Liverpool e l'Ajax, ad averle perse almeno una volta (Coppa delle Coppe 1967-1968 contro il Milan, Coppa dei Campioni 1979-1980 contro il Nottingham Forest e Coppa UEFA 1981-1982 contro l'IFK Göteborg), nonché il primo a riuscirci. Notevole è anche il raggiungimento delle semifinali nella Coppa dei Campioni 1960-1961, nella Coppa UEFA 1975-1976 e in quella del 2008-2009 e nell'UEFA Europa League 2009-2010, oltre naturalmente alla disputa della Coppa Intercontinentale 1983, persa a Tokio contro il Grêmio ai tempi supplementari, e a due edizioni della Supercoppa UEFA, perse entrambe. Considerando anche la Coppa Intertoto UEFA, è l'unico club europeo ad aver perso l'atto conclusivo in tutte le sei competizioni UEFA disputate fino al 2021.
Alla stagione 2024-2025 il club ha ottenuto le seguenti partecipazioni ai tornei internazionali:
| Categoria                                | Partecipazioni | Debutto   | Ultima stagione |
| ---------------------------------------- | -------------- | --------- | --------------- |
| Coppa dei Campioni/UEFA Champions League | 6              | 1960-1961 | 2006-2007       |
| Coppa delle Coppe                        | 5              | 1963-1964 | 1987-1988       |
| Coppa Intercontinentale                  | 1              | 1983      | 1983            |
| Supercoppa UEFA                          | 2              | 1977      | 1983            |
| Coppa UEFA/UEFA Europa League            | 16             | 1971-1972 | 2009-2010       |
| Coppa Intertoto UEFA                     | 5              | 1997      | 2007            |

### Statistiche individuali
Tra i giocatori, Manfred Kaltz è sceso in campo con la maglia del club per 581 volte nella Bundesliga, risultando anche il secondo giocatore con più presenze in assoluto; sempre Kaltz detiene il record dei gol segnati su calcio di rigore nella manifestazione, 53.
Per quanto riguarda le competizioni internazionali, Kaltz è il giocatore con più presenze totali, 81, mentre Horst Hrubesch è il miglior marcatore, avendo realizzato 20 reti durante tutta la sua militanza nel club.
Vengono riportati di seguito i calciatori per numero di presenze e gol con la maglia dell'Amburgo:
| Record di presenze I primi dieci giocatori per numero di presenze: - 744 Manfred Kaltz (1971-1989; 1990-1991) - 587 Uwe Seeler (1953-1972) - 507 Horst Schnoor (1952-1967) - 443 Thomas von Heesen (1980-1994) - 423 Gert Dörfel (1959-1972) - 414 Peter Nogly (1969-1980) - 406 Jürgen Kurbjuhn (1960-1972) - 405 Ditmar Jakobs (1979-1989) - 402 Caspar Memering (1971-1982) - 400 Jochenfritz Meinke (1949-1965) | Record di reti I primi dieci giocatori per numero di gol: - 507 Uwe Seeler (1953-1972) - 387 Otto Harder (1913-1930) - 233 Rudolf Noack (1931-1940) - 163 Herbert Wojtkowiak (1948-1956) - 158 Edmund Adamkiewicz (1939-1943;1947-1951) - 144 Gert Dörfel (1959-1972) - 140 Klaus Stürmer (1954-1961) - 134 Horst Hrubesch (1978-1983) - 126 Franz Horn (1926-1932) - 125 Thomas von Heesen (1980-1994) |

### Statistiche di squadra
L'Amburgo, sotto la guida di Ernst Happel, è rimasto imbattuto in campionato dal 16 gennaio 1982 al 29 gennaio 1983, dando vita ad una serie di 36 partite utili consecutive. Questo record ha resistito in Bundesliga sino alla stagione 2013-2014, quando è stato battuto dal Bayern Monaco, che lo ha incrementato a 53 partite.
Nelle competizioni europee l'Amburgo ha ottenuto contro i romeni del Brașov la miglior vittoria in assoluto, un 8-0 nei sedicesimi della Coppa UEFA 1974-1975; la peggior sconfitta è avvenuta invece nella finale di ritorno della Supercoppa UEFA 1977, quando il Liverpool si è imposto sul proprio terreno per 6-0.

## Tifoseria

### Gemellaggi e rivalità

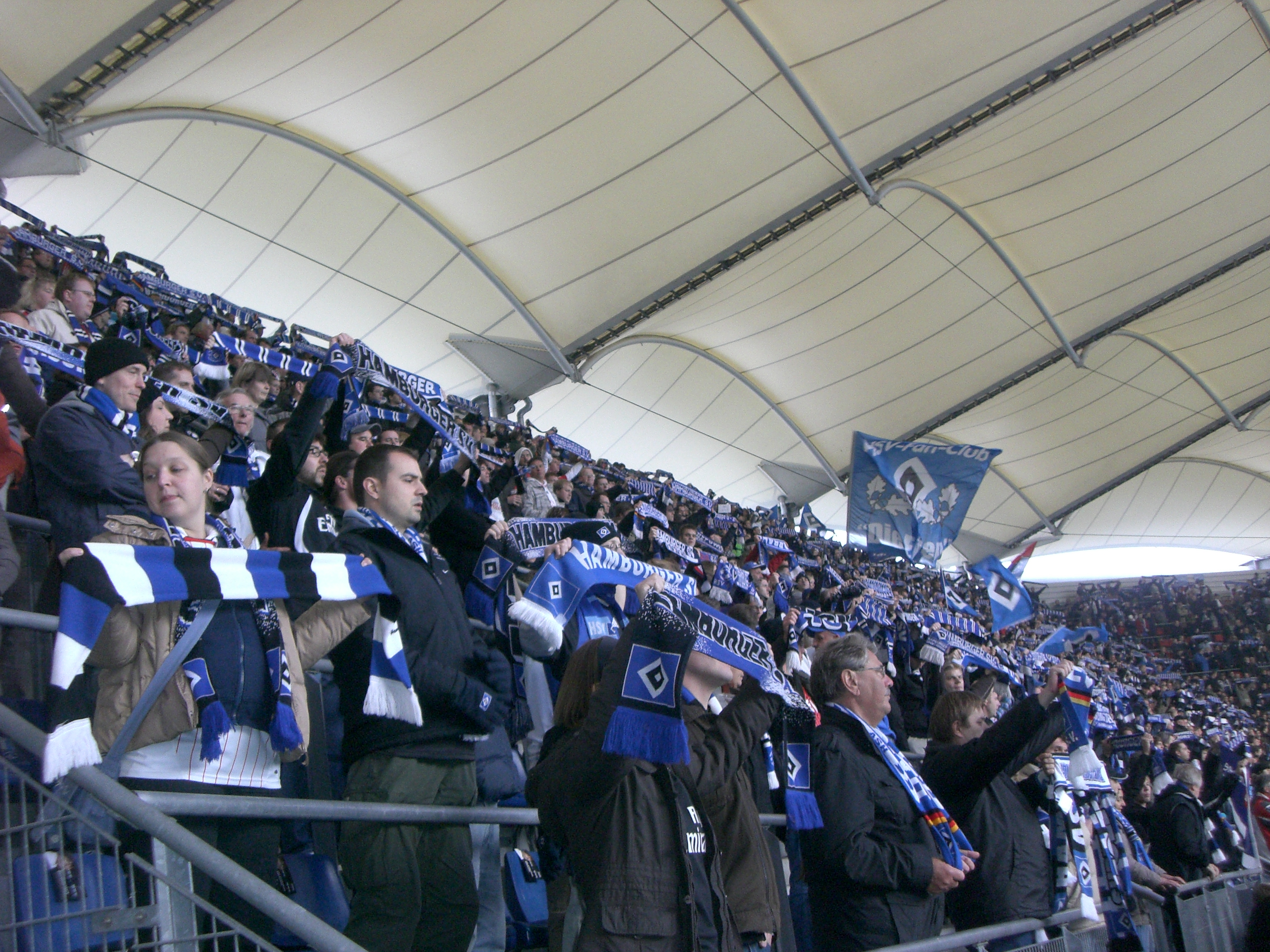
Tifosi dell'Amburgo all'interno dell'Imtech Arena.

L'Amburgo ha una rivalità con i concittadini del St. Pauli e con il Werder Brema; con questi ultimi dà vita al Nordderby.
Gli anseatici hanno giocato contro il Werder anche nella semifinale della Coppa UEFA 2008-2009, ma hanno avuto la peggio: dopo un incoraggiante vittoria per 1-0 a Brema è arrivata infatti una sconfitta 3-2 tra le mura amiche; grazie alla regola dei gol in trasferta è così sfumata per l'HSV la possibilità di disputare la finale della manifestazione ad Istanbul. Sempre in questa stagione le squadre si sono incontrate anche nella semifinale della DFB-Pokal, ma anche in questo caso ad accedere alla finale sono stati i bianco-verdi.
Attualmente esiste un'amicizia con il VfB Lübeck, con Arminia Bielefeld, l'Hannover 96 e all'estero con i Rangers. L'amicizia con l'Arminia Bielefeld nasce dal fatto che i colori del club sono gli stessi (da qui la reputazione "Schwarz weiß blau - Arminia und der HSV, in italiano "Nero bianco blu, Arminia e HSV") e negli anni '90 diversi giocatori - direttamente o tramite deviazioni - si erano trasferiti da Amburgo a Bielefeld, per esempio Thomas von Heesen.
L'amicizia con l'Hannover, altra "alleanza nordica", ha una lunga tradizione ed è nata sotto il motto "Ob schwarz weiß grün, ob schwarz weiß blau, ihr zittert vor dem HSV", in italiano "O nero bianco verde, o nero bianco blu, tremate davanti all'HSV".
L'amicizia con il VfB Lübeck esiste anche perché molti tifosi dell'club amburghesi provengono dalla zona di Lubecca e hanno anche simpatie per il VfB Lübeck. Inoltre, dal 1963, i due club non si sono incontrati in partite competitive e non sono quindi in competizione. Dall'introduzione della Bundesliga nel 1963, nello Stadion an der Lohmühle a Lubecca ci furono solo partite amichevoli tra HSV e VfB Lübeck, che attiravano molti spettatori, perché gli spettatori potevano vedere da vicino le "stelle" dell'Amburgo. Anche l'HSV ha giocato le proprie partite di prova a Lubecca, ad esempio contro la Juventus nel 2010 o contro la Lazio nel 2014..
L'amicizia con i Glasgow Rangers esiste anche perché i rivali di entrambi i club (St. Pauli e Celtic Glasgow) hanno anche un'amicizia con i tifosi.

## Organico

### Rosa 2024-2025
Aggiornata al 2 marzo 2025
| N. |                                 | Ruolo | Calciatore             |
| -- | ------------------------------- | ----- | ---------------------- |
| 1  | Portogallo (bandiera)           | P     | Daniel Heuer Fernandes |
| 2  | Francia (bandiera)              | D     | William Mikelbrencis   |
| 4  | Germania (bandiera)             | D     | Sebastian Schonlau     |
| 5  | Bosnia ed Erzegovina (bandiera) | D     | Dennis Hadžikadunić    |
| 6  | Polonia (bandiera)              | C     | Łukasz Poręba          |
| 7  | Francia (bandiera)              | C     | Jean-Luc Dompé         |
| 8  | Libia (bandiera)                | C     | Daniel Elfadli         |
| 9  | Germania (bandiera)             | A     | Robert Glatzel         |
| 10 | Suriname (bandiera)             | C     | Immanuel Pherai        |
| 11 | Ghana (bandiera)                | A     | Ransford Königsdörffer |
| 12 | Germania (bandiera)             | P     | Tom Mickel             |
| 16 | Scozia (bandiera)               | A     | Adedire Mebude         |
| 18 | Gambia (bandiera)               | C     | Bakery Jatta           |
| 19 | Germania (bandiera)             | P     | Matheo Raab            |
| 20 | Germania (bandiera)             | C     | Marco Richter          |
| 21 | Germania (bandiera)             | C     | Levin Oztunali         |

| N. |                      | Ruolo | Calciatore                 |
| -- | -------------------- | ----- | -------------------------- |
| 22 | Francia (bandiera)   | D     | Aboubaka Soumahoro         |
| 23 | Germania (bandiera)  | C     | Jonas Meffert              |
| 28 | Svizzera (bandiera)  | C     | Miro Muheim                |
| 29 | Kosovo (bandiera)    | C     | Emir Sahiti                |
| 30 | Svizzera (bandiera)  | D     | Silvan Hefti               |
| 33 | Germania (bandiera)  | D     | Noah Katterbach            |
| 37 | Kosovo (bandiera)    | D     | Valon Zumberi              |
| 38 | Norvegia (bandiera)  | A     | Alexander Røssing-Lelesiit |
| 40 | Germania (bandiera)  | P     | Hannes Hermann             |
| 45 | Germania (bandiera)  | A     | Fabio Baldé                |
| 47 | Germania (bandiera)  | D     | Nicolas Oliveira           |
| 48 | Germania (bandiera)  | C     | Bilal Yalcinkaya           |
| 49 | Germania (bandiera)  | A     | Otto Stange                |
|    | Danimarca (bandiera) | A     | Yussuf Poulsen             |
|    | Israele (bandiera)   | P     | Daniel Peretz              |